# Patrimoine architectural et culturel du Monêtier-les-Bains
 (février 2012).
Le patrimoine architectural et culturel de la commune du Monêtier-les-Bains comprend d'après l'inventaire général du patrimoine culturel 68 constructions qui se répartissent en
- 12 édifices religieux dont 6 classés ou inscrits aux monuments historiques
- 28 fermes
- 4 hôtels ou hospices
- 2 établissements thermaux
- 7 établissements industriels
- 2 ouvrages militaires
- 3 monuments

## Patrimoine industriel
Celui-ci comprend une mine de charbon à la Benoite. Le gisement fait l'objet d'une concession collective en 1869 changée en 1893 en concession communale. Elle sera amodiée d'abord en 1925 aux Charbonnages du Briançonnais puis en 1937 à la Société des Mines de Carvin, une usine métallurgique au Lauzet, une mine de graphite au Chardonnet, une mine de charbon au Freyssinet, une mine de charbon  à Pierre Grosse et une mine d'anthracite au vallon de la Moulette (La Benoîte)

## Patrimoine militaire
Celui-ci se compose d'un ouvrage d'infanterie dit « Ouvrage d'infanterie du col de Buffère » et d'une position dite « Blockhaus du Galibier »

## Patrimoine civil

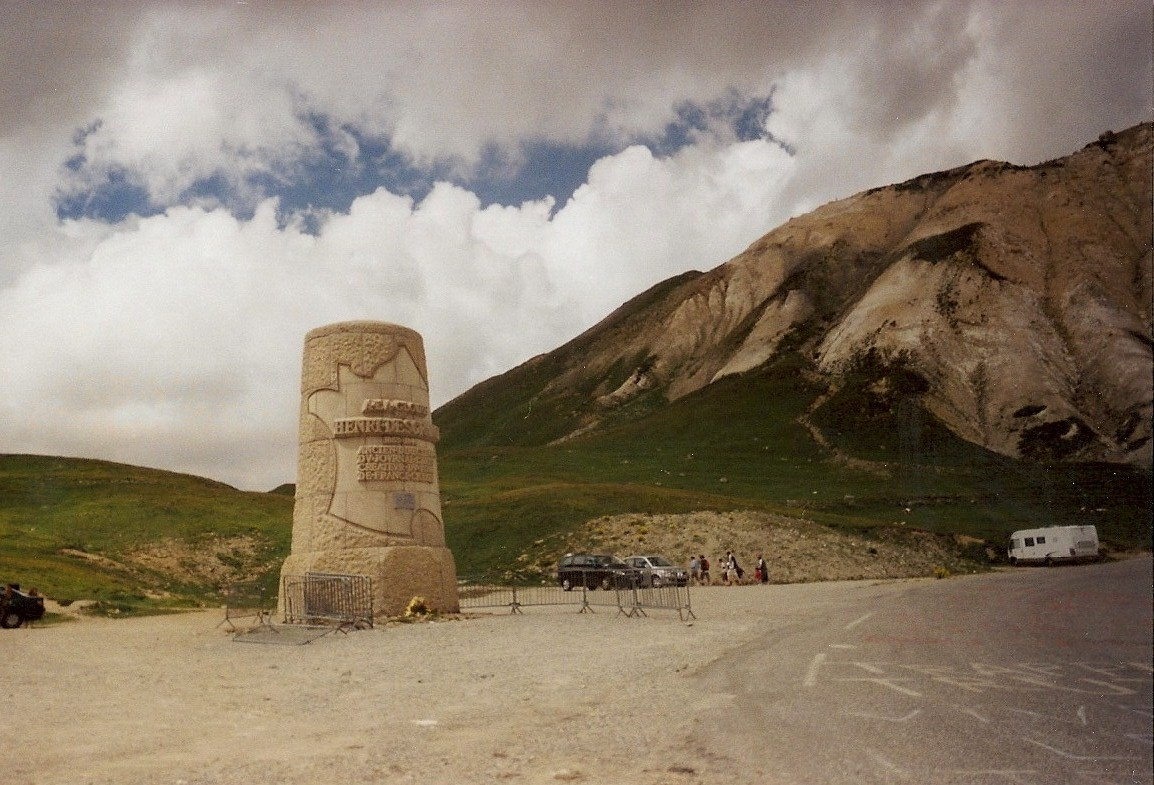
Monument dédié à Henry Desgranges, dans la montée du col du Galibier côté Hautes-Alpes.

Il comprend en particulier un monument commémoratif dit « Monument Scott » rendant hommage à Robert Falcon Scott et situé près du col du Lautaret, un monument commémoratif dit « Monument Henri Desgranges » situé dans la montée du col du Galibier et une fontaine.

## Patrimoine religieux

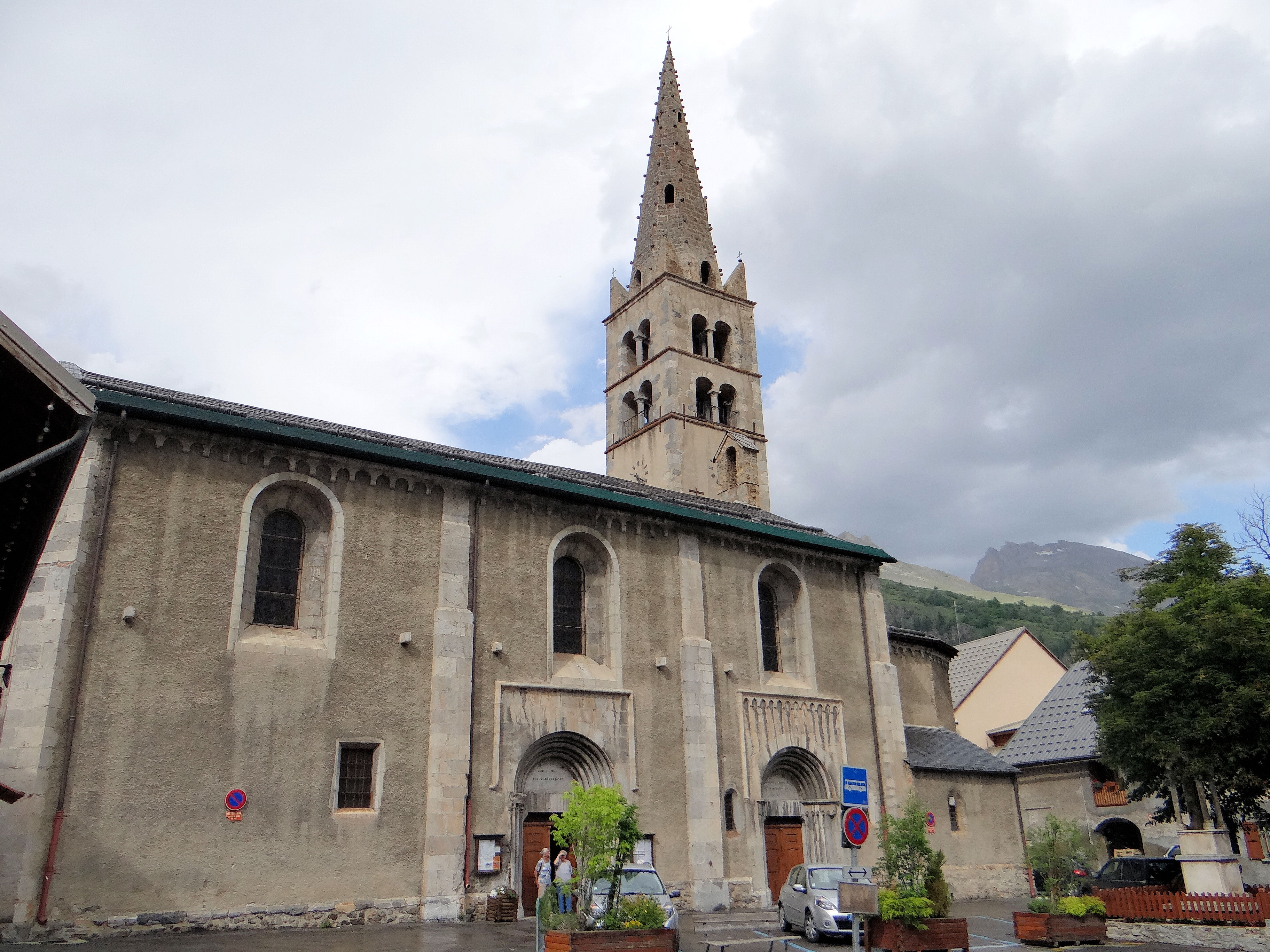
Église Notre-Dame-de-l'Assomption (ancien prieuré).

Il se compose de dix-neuf édifices :
- Trois édifices sont classés comme monuments historiques :

Il s'agit de l'église Notre-Dame-de-l'Assomption du 4e quart du XVe ; XVIIe siècle qui fait l’objet d’un classement au titre des monuments historiques depuis le 22 octobre 1913, de la chapelle Saint-Martin de la 2e moitié du XVe siècle qui fait l’objet d’un classement au titre des monuments historiques depuis le 22 octobre 1913 et de la  chapelle Saint-André du XIVe siècle ; 4e quart du XVe siècle ; XVIe siècle qui fait l’objet d’un classement au titre des monuments historiques depuis le 11 octobre 1990.
- Trois édifices sont inscrits sur l'inventaire supplémentaire des monuments historiques :

Il s'agit de l'église Saint-Claude du XVIIIe siècle qui fait l’objet d’une inscription au titre des monuments historiques depuis le 16 octobre 1945, de la chapelle Saint-Pierre  qui fait l’objet d’une inscription au titre des monuments historiques depuis le 18 juin 1987, renfermant du mobilier dont certaines pièces sont classées : une estampe : Le Jugement dernier du 2e quart du XVIIIe siècle, un ciboire du 2e quart du XVIIe siècle, un autre du 1er quart du XVIIIe siècle, un ostensoir de la fin XVIIe début XVIIIe siècle, des burettes avec leur plateau du 1er quart du XIXe siècle, des calices,,,,,,,,,,,, une patène et un coffret aux saintes huiles avec ses ampoules, la chapelle de pénitents Saint-Pierre-Saint-Paul.
- Treize édifices inscrits à l'inventaire général du patrimoine culturel, parmi lesquels douze possèdent du mobilier inscrit à l'inventaire général du patrimoine culturel :

La chapelle Saint-Mamet au lieu-dit le Serre-Barbin du XVIe siècle, l'église paroissiale Sainte-Agathe au lieu-dit Le Freyssinet de la 1re moitié du XVIe siècle ; du 3e quart du XVIIIe siècle, la chapelle Saint-Joseph au lieu-dit le Lauzet-près-Arlaux du 3e quart du XIXe siècle, l'église paroissiale Saint-Roch au lieu-dit le Lauzet du 4e quart du XVIIIe siècle, la chapelle Saint-Esprit, Saint-Antoine de la 2e moitié du XVIIe siècle : 4e quart du XVIIIe siècle, la chapelle Notre-Dame-de-Compassion au lieu-dit Le Casset du 2e quart du XVIIIe siècle, la chapelle Saint-Claude au lieu-dit Le Casset du 1er quart du XVIIIe siècle, la chapelle Sainte-Philomène du XIXe siècle, la chapelle Saint-Martin de la 2e moitié du XVe siècle, La chapelle Saint-André du milieu XVe siècle, le prieuré Notre-Dame-de-l'Assomption de la 2e moitié du XVe siècle ; 1er quart du XVIIe siècle,.